# Dicalidones
Amiano Marcelino menciona a los Dicalidones en su Conspiración de los Barbaros en el año 367 d. C., como una de las dos ramas que se dividían los Pictos, los habitantes de la actual Escocia (la otra rama eran los Verturiones).
El nombre presenta cierto parecido a otros nominativos otorgados a los Pictos por los historiadores clásicos, los Caledonios. Actualmente se teoriza que los Caledonios y Dicalidones era el mismo grupo tribal, como otros grupos mayores de Pictos, relatados por el geógrafo Claudio Ptolomeo. como los Vacomagi, Venicones y Taexali, eventualmente para dar sentido a la confederación de los Maeatae que menciona el historiador romano Dion Casio. Otros escritos arcaicos que mencionan a los Caledonios y Maetae como los grupos principales de las tribus pictas, parecen corroborar esta hípótesis.